# حفيرة (جرابلس)
حفيرة قرية سوريّة تتبع إداريّاً لمحافظة حلب منطقة جرابلس ناحية غندورة، بلغ تعداد سكانها 389 نسمة حسب التعداد السكاني لعام 2004.